# HD 73634
e Velorum
Ne doit pas être confondu avec E Velorum (= HV Velorum).
Désignations
e Velorum (en abrégé e Vel), également désignée HD 73634, est une étoile blanche de la constellation australe des Voiles. Sa magnitude apparente est de +4.11 et elle est donc visible à l'œil nu. D'après la mesure de sa parallaxe annuelle par le satellite Hipparcos, l'étoile est distante d'approximativement ∼ 1 800 a.l. (∼ 552 pc) de la Terre. Elle s'éloigne du système solaire à une vitesse radiale héliocentrique de +19 km/s.
e Velorum est une étoile relativement évoluée qui s'est vu attribuer des types spectraux de A7Ia et de A6II, ce qui indique que son spectre correspond soit à celui d'une supergéante blanche, soit à celui d'une géante lumineuse blanche. Sa masse est 7,8 fois supérieure à la masse solaire et elle est âgée d'environ 40 millions d'années seulement. L'étoile s'est étendue jusqu'à ce que son rayon devienne près de 34 fois plus grand que celui du Soleil et sa luminosité est environ 4 000 fois supérieure à celle du Soleil. Sa température de surface est de 7 977 K.